# Manuel Leonel Pereira Quintero
Manuel Leonel Pereira Quintero, más conocido como Manuel Pereira (La Habana, 31 de octubre de 1948) es un novelista y ensayista cubano. También ha sido traductor, crítico literario, de cine y de arte, periodista y guionista cinematográfico.

## Biografía
Manuel Leonel Pereira Quintero nació el 31 de octubre de 1948 en La Habana, Cuba. De joven se relacionó con importantes figuras literarias de la época, tales como: José Lezama Lima, Alejo Carpentier, Julio Cortázar y Gabriel García Márquez. Después de estudiar Artes Plásticas en la Academia de San Alejandro, empezó a ejercer como periodista a partir de 1968 en diversas publicaciones cubanas y extranjeras.
Mientras cursaba la carrera ganó tres veces seguidas el Premio Nacional Universitario en las categorías de crónica, reportaje y entrevista. Asimismo, entre 1968 y 1978 trabajó y colaboró en diversas revistas como Cuba Internacional, El Caimán Barbudo, Bohemia, Revolución y Cultura, Casa de las Américas.
En 1978 se licenció en la carrera de Periodismo por la Universidad de La Habana. Posteriormente colaboró en diversas publicaciones españolas (ABC, El País, El Mundo, Babelia, Quimera) y mexicanas, como Día Siete, suplemento dominical de El Universal. Vivió dos procesos históricos y culturales que marcaron su vida y literatura. El primero fue la Revolución cubana. Pereira se basa en este proceso revolucionario que vivió la isla para escribir su primera novela llamada El Comandante Veneno (terminada en 1974, publicada en 1977 y reeditada en 1979), tratando el tema de la alfabetización en las montañas de la Sierra Maestra. Sobre esta obra Gabriel García Márquez dijo: "Esta es la novela que me hubiera gustado escribir sobre Cuba". El segundo proceso fue el famoso Boom latinoamericano, del cual participaron, entre otros, García Márquez, Cortázar, Fuentes, Carpentier y Lezama Lima. 

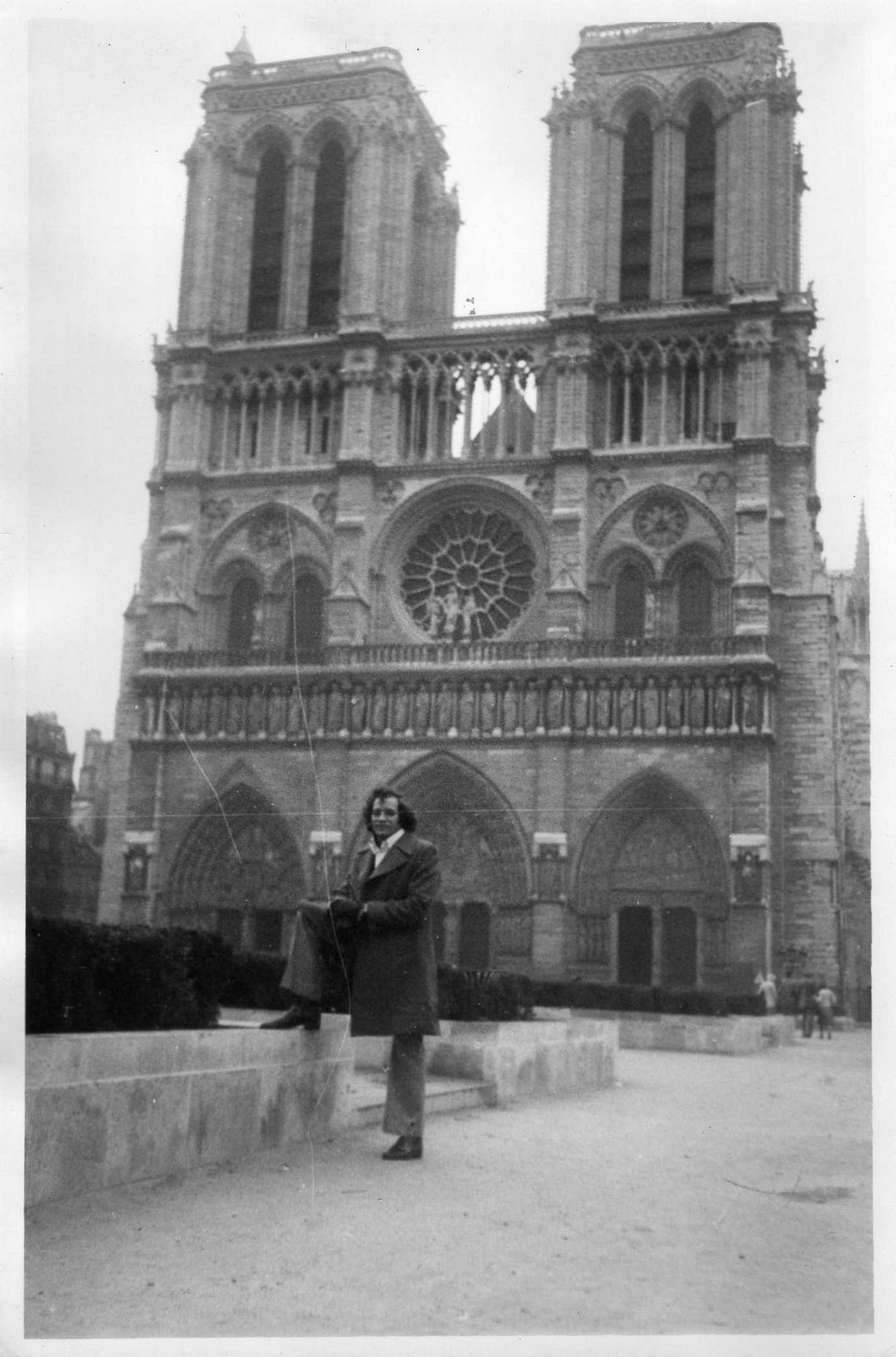
Manuel Pereira en Notre Dame. Escenario de su novela Toilette. París, 1978.

En 1982, durante la presentación en España de su segunda novela El Ruso (1982), Pereira reconoce "la herencia de Lezama Lima —con quien aprendí tanto en su casa, de sillón a sillón— y de Carpentier".[cita requerida]
A principios de los años ochenta se desempeñó como guionista cinematográfico en el ICAIC (Instituto Cubano de Arte e Industria Cinematográfica), y como Jefe de Redacción -y más tarde Subdirector- de la revista especializada Cine Cubano. Hacia 1982 escribió el guion del documental "Habana Vieja" dirigido por Oscar Valdés y galardonado con un premio en el Festival Internacional de Cine de Venecia.
Entre 1984 y 1988 fue agregado cultural ante la UNESCO en París. En estos años trabajó como Conferencista sobre literatura, arte, cine, y cultura en general, en universidades y otros centros culturales de América Latina, Europa Occidental, India y países del antiguo bloque socialista de Europa del Este. Ha disertado en las universidades alemanas de Heidelberg, Bremen, Hamburgo, Kassel, Mannheim, Berlín, Munster, Dortmund y Bonn, entre otras. También ha impartido conferencias en altos centros de estudios de Francia: universidades de Orleans, Poitiers y Burdeos, y la Casa de la América Latina, de París. Además ha dictado conferencias en la Universidad de Venecia, en la de Urbino, en centros culturales de Amberes y Bruselas, en la Universidad Complutense de Madrid, en El Escorial, así como en la Universidad de Nueva Delhi, en la India.
En 1988 publicó su libro de ensayos: La quinta nave de los locos. En 1988 terminó su tarea en la UNESCO y regresó a la Habana. Salió de Cuba en 1991 rumbo a Berlín donde impartió conferencias culturales en varias universidades alemanas. En 1993 fue Jefe de Redacción de la revista literaria Quimera, de Barcelona. En ese mismo año la editorial Anagrama, de Barcelona, publicó su novela Toilette. Durante este tiempo trabajó como traductor de inglés y de francés para diversas editoriales, y a veces como periodista freelance. También impartió diversos cursos literarios en Barcelona y en Cadaqués. Entre abril y julio de 1996 impartió un Taller de Creación Literaria en la penitenciaría de Mallorca que fue considerado por la prensa española "un proyecto pionero para la reeducación de presos". 
A finales de 2004 se instaló en México donde ha impartido clases de literatura, periodismo, historia del arte y del cine, en varias universidades e institutos culturales.
En los últimos años ha retomado su carrera de escritor publicando cuatro títulos: la novela Insolación (Ed. Diana, México, 2006), el libro de cuentos Mataperros (Ed. Algaida, Sevilla), por el cual recibió el Premio Internacional "Cortes de Cádiz", y el libro de ensayos: Biografía de un Desayuno (2008). En el 2010 la editorial Textofilia, en su colección Lumia, publicó su novela Un viejo viaje, la cual fue reeditada en 2011 por la editorial estadounidense Linkgua, en su colección Ediciones Malecón, recibiendo muy buenas críticas, como la del escritor Eliseo Alberto: "Esta novela recoloca a Pereira en donde siempre debió estar: en la vanguardia de la literatura latinoamericana contemporánea".[cita requerida]
En el 2012 la editorial Textofilia reeditó Mataperros, agregando un cuento inédito. Sus más recientes libros son El ornitorrinco y otros ensayos (Textofilia, 2013), y su novela  El beso esquimal (Textofilia, enero de 2015).
Manuel Pereira también es pintor. Estudió Artes Plásticas en 1968 en la Academia de Bellas Artes de San Alejandro, en La Habana. Más tarde fue amigo y discípulo del pintor cubano Wifredo Lam ("el hijo mulato" de Picasso). En su más reciente serie titulada "Correspondencias", a través del pincel y de su mirada ensayística, Manuel Pereira teje vasos comunicantes entre diversas obras de distintos artistas célebres. Algunos de esos cuadros ya pueden verse en su blog.

## Comentarios Críticos
José Lezama Lima escribió en 1970: "Manuel Pereira es un escritor cuya alegría secreta es capaz de fabricar una mañana y sostener la luna con el hilo de la imagen".[cita requerida]

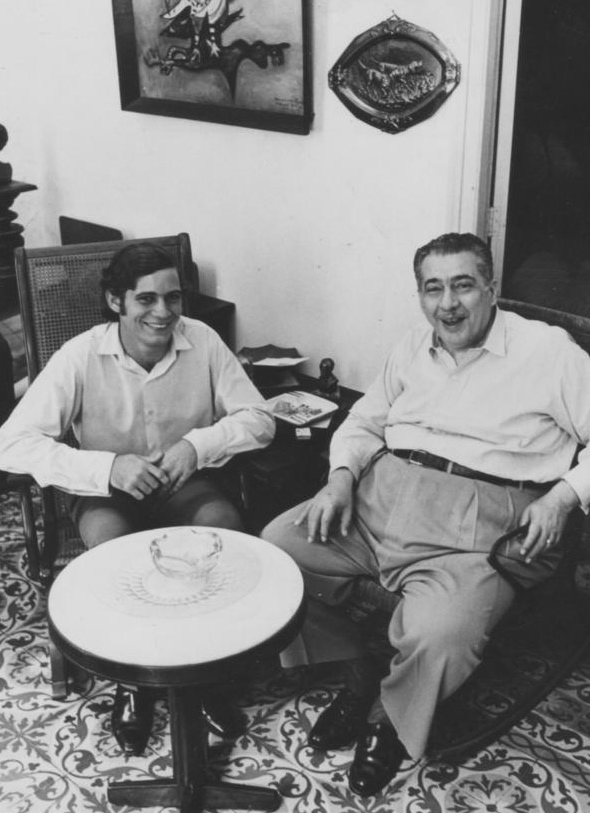
Manuel Pereira y Lezama Lima, en una de las poéticas sesiones de "El Curso Délfico". La Habana Vieja, 1970.

Alejo Carpentier, tras leer la novela El Comandante Veneno, le escribió a Manuel Pereira: "Su novela es excelentísima, y debo decirle que me entusiasmó desde las primeras páginas... la idea central y los datos están presentes. Pero se nos van dando, por sí solos, a través de la obra literaria, con toda la poesía de lo insólito y lo 'real maravilloso' de nuestras tierras... Hace usted una literatura esencialmente cubana, pero cuando usa de un localismo propio de un ambiente muy particular, tiene usted el cuidado -y así debe ser- de colocar a continuación una palabra o un adjetivo que explican lo anterior, sin que tengamos que recurrir a un glosario. Sus personajes y usted, hablan "en cubano", pero su cubano es siempre inteligible para un lector situado a distancia. (Acertada manera, esta, de universalizar lo nuestro.)... Es usted un novelista nato. Y esto se advierte muy particularmente en algunos 'trozos de bravura' que tiñen el relato de magia"(París, 1978).
Julio Cortázar, tras leer El Comandante Veneno, escribió:
"El libro de Pereira se cumple linealmente como la crónica de una campaña de alfabetización, por encima y por debajo de ella y de una vasta acumulación de elementos antropológicos y sociológicos utilizados sin el menor énfasis, a diferencia de lo que acarrean otras empresas análogas en Cuba y fuera de ella, surge el gran árbol de la invención y de la fantasía, se afirma la presencia de personajes que abarcan una rica y divertida gama de modalidades, caracteres, conductas, realidades e irrealidades... Para los ojos inocentes del brigadista Joaquín Iznaga, la Sierra y sus moradores se van abriendo en una comedia de magia que, al mismo tiempo, es violentamente real y telúrica y cubana y a tal punto explosiva que los episodios brotan de capítulo en capítulo como otros tantos detonadores que obligan a leer el libro de una sentada" (El Nacional, Caracas, 1978).
En 1979, para la portada de la edición italiana de El Comandante Veneno, Gabriel García Márquez escribió: “Esta es la novela que me hubiera gustado escribir sobre Cuba”.
Severo Sarduy: "La novela Toilette pone el acento en lo que ha sido rechazado por los milenaristas de nuestra aséptica civilización, ya que no es sólo un acto literario, sino una provocación al decoro de la higiene y la sanidad, devenido el único valor de nuestra cultura" (París, 1993).
Eliseo Alberto escribió sobre Insolación: “La trilogía donde Pereira cuenta la historia de ese niño, adolescente, joven, adulto soñador de La Habana que fue y sigue siendo Joaquín Iznaga alcanza en estas 558 páginas de insolación, de exposición, de confesión, una altura ética qué sólo es posible cuando se escribe en y desde la libertad" (La Crónica, Ciudad de México, 2006).
Yoani Sánchez: El 17 de febrero de 2013 escribió en su cuenta de Twitter: "Y qué mejor lectura para llevarme que Un viejo viaje de Manuel Pereira".

## Obra publicada

### Novelas
- 1977: El Comandante Veneno (La Habana: Arte y Literatura).
- 1980: El Ruso (La Habana: Letras Cubanas).
- 1993: Toilette (Barcelona: Anagrama).
- 2006: Insolación (Ciudad de México: Diana, y reeditada en el 2015 por la editorial Bokeh, en Leiden, Holanda, ).
- 2010: Un viejo viaje (Ciudad de México: Textofilia, y reeditada en 2011 por la editorial Linkgua, en Estados Unidos).
- 2015: El beso esquimal  (Ciudad de México, Textofilia)
- 2018: La Estrella Perro (Textofilia, México).

### Cuentos
- 2005: Mataperros (Sevilla: Algaida). Premio Internacional Cortes de Cádiz.
- 2012: Mataperros (Reedición en Ciudad de México: Textofilia).

### Ensayos y textos periodísticos
- 1978: Lam, Juantorena y Leal (La Habana). Premio Nacional Univesitario en el género entrevista.
- 1987: La prisa sobre el papel (La Habana: Ciencias Sociales).
- 1988: La quinta nave de los locos (La Habana: Ediciones Unión). Premio Nacional de la Crítica.
- 2008: Biografía de un desayuno (Ciudad de México: Miguel Ángel Porrúa).
- 2010: El ornitorrinco onírico (Ciudad de México: Arteletra).
- 2013: El ornitorrinco y otros ensayos (Ciudad de México: Textofilia).